# Frauenkultur Leipzig
Der Frauenkultur e.V. Leipzig ist ein feministischer Verein in Leipzig.

## Geschichte
Am 1. Oktober 1990 gründete sich der Verein Frauenkultur Leipzig, der die Trägerschaft der damals  „Frauenkulturzentrums“ genannten Einrichtung übernahm. Die Eröffnung fand statt am 7. Oktober 1990.
Im ersten Halbjahr 1991 wurde der Entwurf für ein „Modellprojekt Soziokultur in Freier Trägerschaft“ konzipiert, abgestimmt mit weiteren drei nach 1989 in Leipzig entstandenen Soziokulturellen Zentren der Stadt. 1991 wurde nach Beschluss Stadtrats der vorläufige Vertrag über Freie Trägerschaft mit allen fünf Soziokulturellen Zentren und der Stadt Leipzig unterzeichnet und für fünf Jahre festgeschrieben. Das war gleichzeitig der Beginn der Leipziger „AG Soziokultur“.
Von 1991 bis 1993 fanden in der Frauenkultur Konzerte, Lesungen, Filme, Vorträge, Kurse, Workshops, Tagungen und Seniorinnen-Singen statt, in der Löbauer Str. 49 wurde ein „Mädchen-Café“ eröffnet. Weitere Nutzerinnen des „Frauenkulturzentrums“ waren die Redaktion der Frauenzeitschrift Zaunreiterin und die Lesbengruppe „Lila Pause“.
Da die Frauenkultur Leipzig in der gesellschaftlich-strukturellen Umbruchsphase nach 1989 in einem übergreifenden Miteinander mit anderen Arbeitsgruppen der „Fraueninitiative Leipzig“ agierte, fungierte der Verein Frauenkultur Leipzig 1991 bis 1992 zudem als verantwortlicher Träger von ABM-Stellen für einzelne dieser Arbeitsgruppen: mit je einer weiterer ABM-Stelle für das Büro der „Fraueninitiative Leipzig“ und die entstehende Frauenbibliothek MONAliesA im Haus der Demokratie, für das Lese-Café des Frauenbuchladen Tian in der Könneritzstraße und für zwei Stellen der Redaktion der Zaunreiterin. 
1991 und 1992 fanden zwei internationale Workcamps gemeinsam mit dem Service Civil International (SCI) statt; 1992 die ersten Frauenkulturtage in den Neuen Bundesländern.
Am 1994 zog die Frauenkultur in die Braustraße 17/19 in der Leipziger Südvorstadt und 2000 weiter in das Gelände der Kulturfabrik Leipzig.

## Soziokulturelle und geschlechtergerechte Arbeit
Der Frauenkultur e.V. Leipzig vertritt das Anliegen, Kunst und Kultur von Frauen*FLINTA in gesellschaftlichen Zusammenhängen, als Reflexion der Gesellschaft öffentlich erleb- und erfahrbar zu machen. So werden seit 1994 jährlich soziokulturelle [Jahres-]Projekte in den Bereichen „Soziokultur“ sowie „Gleichstellung und Geschlechtergerechtigkeit“ umgesetzt so u.a.
1999 „Ebbe und Flut. Frauen in Deutschland. Frauen in Sachsen.“
2000 „Zeitsprünge“ zu ‚weiblicher‘ Kunst im Spiegel unterschiedlicher Biografien und Lebensprioritäten, zu Entwicklungsprozessen künstlerischen Schaffens
Ebenfalls 2000 „Wider den Wahnsinn. Gegen Gewalt gegenüber Kindern und Frauen. Gegen Rechtsradikalismus und Menschenfeindlichkeit“
2001 „Die Normalität des Anders-Seins“ Andere Kulturräume über verschiedene Kunstgenres
und Aktionsformate kennenlernen. Fragen stellen, Spannungsräume diskutieren, Gemeinsamkeiten finden ... einander besser verstehen, teilhaben...
2002 Grenzfall zu Frauenbewegungen in Ländern Afrikas, Europas, Asiens sowie im Islam
2003 In Eigenregie
2004 Die von nebenan
2005 OstART & Weise
2006 ARTverwandt und ballART
2007 heimatLOS
2008 Die schlimmste Form des Schleiers ist das Schweigen
2010 Lust auf Arbeit
2011 Marktplatz Leben
2012 Am Anfang war das Wort
2013 Karli – Lebensspuren einer Straße. Geschichte(n) zur Karl-Liebknecht-Straße (Leipzig)
2014 Montagsklänge Special & Konzert mit den Chören CANTA ANIMATA, Leipzig und MONDAY
MONDAY, Hamburg. | Chorkonzert zum 25. Jahrestag der Friedlichen Revolution
2014 „Wir sind Reformerinnen. Frauen geben Impulse für die Zukunft“ 200 Frauen zum Frauen-Mahl Kooperation mit EvLKS [1] und Referat für Gleichstellung von Frau und Mann Stadt Leipzig [2]
2014 Guten Tag. Ich lebe hier. Und mein Name ist Lia. Mit meinem Namen für unsere Zukunft.
2015 Nur zu wissen reicht nicht
2016 Was uns treibt, zu tun. Oder: Wer gestaltet Gesellschaft?
2017 Ohne uns kein WIR! Das zweite Leipziger Frauen*Festival
2018 Demokratien brauchen Kunst und (Sozio-)Kultur...
2019 Frauen 1989. Künstlerinnen* 2019. Wort & Kunst als Spiegel der Gesellschaft
2020 Zu Hause gemacht. Und allen gezeigt. Interaktiv in der Zeit der Corona-Pandemie
2021 Wenn soziale Bewegungen fehlen, dann steht die Welt still.
2022 Das beste Fundament für gesellschaftliche Weiterentwicklung ist Gleichstellung.
2023 Sozio-/Kultur. Reflexion in öffentlichen Räumen.
2024 Wissen – Teilen & gemeinsam Teilhaben …  
2025 Gerechtigkeit für alle Geschlechter.
Vereinsaktivitäten und Archivarbeiten waren zu Beginn im Soziokulturellen Zentrum Frauenkultur in der Löbauer Straße | Leipzig-Schönefeld verortet; eröffnet am 07.10.1990. Der Verein hat heute seinen Sitz in der Windscheidstraße 51, auf dem Gelände der Kulturfabrik Werk 2 Leipzig. 
Die Frauenkultur Leipzig gründete sich mit dem Ziel, Frauen in ihrer künstlerisch kulturellen Arbeit zu unterstützen und zu fördern sowie Geschlechterstereotype zu verringern, diese zu hinterfragen und dekonstruierend entgegenzuwirken. Das Angebotsspektrum reicht von soziokulturellen Projekten  und Veranstaltungen aller Kunstgenres über Kurse, Chöre und Bildungsveranstaltungen innerhalb und außerhalb des Hauses – bis zu vielseitiger Archivarbeit, Publikationen, Stadtrundgängen, Textwerkstätten. Die Räume der Frauenkultur sind offen für alle Menschen unabhängig von Alter, Geschlecht, Religion oder sozioökonomischen Status.
Der Frauenkultur e.V. Leipzig ist seit 1992 Mitglied im Landesverband Soziokultur Sachsen.
Seit 1994 koordiniert die Frauenkultur die AG Frauenprojekte Leipzig.  
Seit 2016 arbeitet in der Frauenkultur der Arbeitskreis zur Aufarbeitung Hexenverfolgung in Leipzig |Sachsen

## Weitere Orte des Frauenkultur e.V. Leipzig sind
- MiO - Offener Interkultureller Mädchentreff] (Eröffnung Oktober 2013)
- FiA - Frauen in Arbeit. Interkulturelles Frauen-Informations- und Begegnungszentrum] (Eröffnung September 2016)

## Arbeit im Bereich LGBTIQ
Seit 1991 organisieren lesbische Initiativen und Vereine das „Leipziger Lesbentreffen“; seit 1999 in Trägerschaft des Frauenkultur e.V. Leipzig.
Seit 2003 beteiligt sich die Frauenkultur aktiv an Vorbereitung und Umsetzung des Christopher Street Day Leipzig[2].
2004/2005 girlz get united | Jugendbegegnung in St. Petersburg | 40 junge Frauen aus Polen, Deutschland, Ukraine und Russland zu lesbischen Lebensrealitäten im Rahmen „Jugend für Europa“.

## Leipziger Frauenfestival
Seit 2015 ist der Frauenkultur e.V. Leipzig der Trägerverein des „Leipziger Frauenfestival“ – in Kooperation mit Leipziger Vereinen. Das Festival setzt sich ein für eine gerechte Zukunft und gegen jede Form von Benachteiligung aufgrund von Geschlecht, Herkunft, Alter und sozioökonomischen Status.

## Archiv
Seit Gründung sammelte die Frauenkultur Recherchen, Befragungen von Zeitzeuginnen, sowie  einschlägiges dokumentarisches Material, woraus ein umfangreiches Archiv entstanden ist. 2021 gründete die Frauenkultur gemeinsam mit der Louise-Otto-Peters-Gesellschaft e. V. das „Offene feministische DemokratieArchiv“.
2024 wurde die Frauenkultur Leipzig in den Dachverband deutschsprachiger Frauen / Lesbenarchive, -bibliotheken und -dokumentationsstellen i.d.a. aufgenommen.

### Ausstellungen
Seit 1990 bieten die Räume des Soziokulturellen Zentrums Frauenkultur Platz für Ausstellungsmöglichkeiten. Jährlich stellen mehrere Künstlerinnen ihre Arbeiten vor. Extern organisierte der Frauenkultur e.V. Leipzig seit 1991 Gruppenausstellungen von Künstlerinnen verschiedener Genre: 1991 unter dem Titel „Pronomen13“ in der Oper Leipzig, ab 1992 unter dem Titel „Augenhöhe“  in der Leipzig Information, 1994 in der Galerie Fiedler „Mensch & Symbol“; 1996 „Wortbilder. Gedanken in Farbe“, 1997/1998 „Lebensräume“ im Haus der Buches Leipzig.
2006 Kunstprojekt & Ausstellung „ballART“. Perspektivwechsel Fußball-Weltmeisterschaft 2006
Erarbeitet wurden thematische Wanderausstellungen so u.a.
2008 Du sahst schon immer so lesbisch aus
2008/2009 Frauenleben.Leipzig.Jetzt  Kooperation Leipziger FrauenRatschlag
2009 Mutter sorg Dich nicht. Alltägliches aus 1989“
2008 Du sahst schon immer so lesbisch aus
2011 „100 Frauen neu entdecken“ am 8. März anlässlich 100. Internationalen Frauentag im Leipziger Rathaus
2014 Wege in Eigenregie
2017 im Rahmen des Reformationsjubiläums „Hexenverfolgung. Auch in der Zeit der Reformation“. Diese Ausstellung wird beständig erweitert und aktualisiert 

### Konzerte | Musik
Von 1994 bis 2005 wurde unterschiedliche Konzert in der Reihe „Women on stage“ organisiert. Auch ab 2006 fanden  Konzerte statt, und es wurde eine  Reihe von  Wettbewerben organisiert. 
- 2009: On stage live!
- 2010: Festival der Singer/Songwriterinnen
- Now and Live, Instrumentalwettbewerb Zeitgenössische Musik für Mädchen von 9 bis 18 Jahren
- 2015 bis 2022 und 2024: „Queen16“, BreakingFestival

### Theater | Film
1993 - 2000 Trägerschaft des Freien Theaterprojektes Anasyndia; unter der Leitung von Hsiu-Yün Cheng; zahlreiche Inszenierungen für Kinder und Jugendliche zum Themenkreis Angst und Gewalt u.a. „Phytagoras“ zum Thema Erwachsenwerden & Verantwortung“ |Premiere 20.06.1997 | 35 Vorstellungen mit anschl. Diskussion
1997 - 2001 Reihe DOK-Film der Frauen; ab 2010 „Der besondere Film“
2010 - 2019 Dokumentarfilmprojekte u.a. „Die schlimmste Form des Schleiers ist das Schweigen“ 

### Konferenzen | Specials
1992 Erstes überregionales Frauenprojekte-Treffen in den Neuen Bundesländern
1992 Frauen Zorn und Liebe | Erste Frauenkulturtage in den Neuen Bundesländern 
1993 Aktionstag Fremd zwischen zwei Welten – Ausländerinnen in Leipzig
1995 Grenzverschiebung Zweite Frauenkulturtage. Kunst und Kultur als „Reflexion und alltägliche Selbstverständlichkeit“ zu leben, trägt immer auch Möglichkeiten der Grenzverschiebung in sich.
1996: Medienwahrnehmung und Geschlecht FrauenMedienAktionsWoche
1999 FrauenAktionsWoche anlässlich des Internationalen Frauentages mit 39 beteiligten Läden, Kultureinrichtungen, Initiativen und Programm-Specials
2002 überregionales Frauenprojekte-Treffen Sachsen, Sachsen-Anhalt, Thüringen
2003 „Durchgeboxt“ Titel des FrauenSommer-Specials (Juni) FrauenWinter-Specials (Dezember) mit Verleihung des „Boxhandschuhs fürs Nicht-Aufgeben“ an die Künstlerin Tatjana Muster und ihren Einsatz für Menschen mit Behinderung, insbesondere für Frauen
Und an Elisabeth Bahr, Fischhändlerin im eigenen Geschäft über 38 Jahre, durchgeboxt gegen Großkonzerne
2003 (bis 2011) Klüngel-Party; jährliches Vernetzungsformat selbständiger Frauen
2009 Chancengleichheit in der Kunst. Ausrichtung der 1. bundesweiten Frauenkultur-Konferenz der auf diesem Gebiet tätigen Zentren und Initiativen
2016 Erster Fachtag zur Aufarbeitung Hexenverfolgung in Leipzig / Sachsen
2019 Zweiter Fachtag zur Aufarbeitung Hexenverfolgung in Leipzig / Sachsen | Thema:
         Reproduktive Rechte – betrachtet vom Mittelalter/Frühe Neuzeit bis in die Gegenwart
2021 Beteiligung am Lichtfest Leipzig | Koop. Loomaland | Installation 89 Stimmen von Frauen
2022 Fachtag Geschlechtergerechte und rassismuskritische Kinder- & Jugendarbeit in Leipzig 

### Kinder und Jugendliche
Die Frauenkultur ist anerkannter Träger der freien Jugendhilfe. Eröffnung des ersten MädchenCafés 1991 (bis 1993 in Löbauer Straße).; 1994 bis 1999 Braustr. 14; 2000 bis 2008 Windscheidstr. 51.
1995 Ersten Kinder-Malwettbewerbes zum Internationalen Kindertag „Ich mag meine Stadt ohne Gewalt.“ mit Ausstellungseröffnung; Teilnahme von 130 Kinder. Weitere Ausstellungen 1996 - 1999
Seit 1999: jährliche Durchführung von MädchenSommerErlebnisCamps[2]
Ab 2011 Konzeption und Umsetzung von Angeboten in den Bereichen Demokratiebildung, Anti-Mobbing und Fair-Play für Kinder- und Jugendliche; Entwicklung und Herausgabe zahlreicher Arbeitsmittel u.a. der „Anti-Mobbing-Fibel“[3] 2012
Seit 2011 Treasure City. Eine GPS-Suche zu Demokratie. Educache-Projekt [4].
2013 Eröffnung des „Interkulturellen Offenen Mädchentreffs MiO“ in der Konradstraße in Leipzig [5] Neustadt-Neuschönefeld, Volkmarsdorf.
2014 „Guten Tag ich lebe hier. Mein Name ist Lia“ Namensinstallation open air Konradstraße
2016 Erstes Leipziger interkulturelles Mädchen- und Frauen-Hobby-Fußball-Turnier; folgend 2018 Kick it! Für ein faires Miteinander; 2019 Kick it together mit jeweils über 100 teilnehmenden Mädchen und Frauen
2021 Start des online-Projektes gegen sexuellen Missbrauch an Kindern „Hinsehen. Handeln. Jetzt!“[6] zur Hilfe/Unterstützung denen, die von sexueller Gewalt bedroht waren/sind, die keine Worte hatten/haben, die nicht wissen, was sie tun können 

### Seniorinnen
Die Arbeit mit Seniorinnen und Senioren ist Teil der Arbeit seit 1991. Bereits in der Löbauer Straße wurde „Senior/innen-Singen“ angeboten. Zudem werden alle Veranstaltungen generationsübergreifend angeboten.
Seit 2010 findest der „Seniorinnenstammtisches für Unruheständlerinnen“ statt;
seit 2010 „Lese-Lust“ Vorstellung von „Lieblingsbüchern“
2011 Erarbeitung der Ausstellung „Leipzig. Eine Stadt wird älter“
2013 Zum alten Eisen gehöre ich noch lange nicht! Aktionstag 65plus am 01.10.2013
2016 eröffnete der Frauenkultur e.V. Leipzig das „Interkulturelle Frauen Informations- und Begegnungszentrum FiA | Frauen in Arbeit“ – ebenfalls in der Konradstraße. Das FiA bietet generationsübergreifend Frauen aus allen Kultur- und Sprachräumen Informationen und Unterstützung zu den Themen: Ausbildung, Anerkennung von Abschlüssen, berufliche Qualifikationen, versicherungspflichtige Erwerbstätigkeiten; Praktika und soziokulturelle Angebote und Begegnungen darüber hinaus. Seit 2017 Beginn des Sprachtandems „Sprich mit mir“ in Kooperation mit dem Museum der bildenden Künste Leipzig
2024 nominiert für den Sächsischen Integrationspreis. 

### Jüdisches Leben in Leipzig
Seit 1995 veranstaltet die Stadt Leipzig die Jüdische Woche; seit 1995 nimmt die Frauenkultur mit Veranstaltungen daran teil.
2013 verlegte der Frauenkultur e.V. Leipzig zwei Stolpersteine. Beide im Leipziger Osten. Zum einen für Fanny Chaja Mann, geb. Gang, Jg. 1865 in der Neustädter Straße 13. Sie starb während der Polenaktion 1938 noch auf dem Leipziger Hauptbahnhof. 
Ein zweiter Stein wurde verlegt für die jüdische Malerin Sora Sofie Schneider auf der Eisenbahnstraße 97. 2020 meldete sich in Reaktion auf diese Stolpersteinverlegungen eine Urgroßnichte von Sofie Schneider aus Südafrika. Diese Kontaktaufnahme war der Beginn einer Entwicklung, die mit umfangreichen Recherchen ihrer weltweit verzweigten jüdischen Familie verbunden war und ist. Eine Möglichkeit diese öffentlich zu machen, wurde gefunden mit der Erstellung der Webseite „Verzweigungen. Zwischen den Zeiten – ganz nah. Jüdische Lebenszweige – u.a.: Wie ein Stolperstein im Leipziger Osten weltweite Wellen schlägt“. Seit Veröffentlichung der Webseite 2021 wird das Online-Projekt ständig aktualisiert.

## Preise und Auszeichnungen
- 2003: Gender-Medien-Preis,  im Rahmen des Jahresthemas „Chancengleichheit in den Künsten“  verliehen von der Stadt Leipzig.[14]
- 2005: Frauenpreis der SPD-Fraktion des sächsischen Landtags[15]
- 2011: Frauenpreis der SPD-Fraktion des sächsischen Landtags.[16]
- 2013: Sächsischer Bürgerpreis
- 2019: Louise-Otto-Peters-Preis[17]
- 2024:  Clara-Zetkin-Frauenpreis

## Publikationen
2009 veröffentlichte die Frauenkultur eine Publikation zu weiblichen Lebensentwürfen, welche in der feministischen Bibliothek MONAliesA in Leipzig eingesehen werden kann.
Anlässlich ihres 25. Geburtstags veröffentlichte die Frauenkultur eine Chronik zur 25-jährigen Vereinsgeschichte.